# Stanisław Kowalski
Stanisław Kowalski (14. dubna 1910 Rogówek – 5. dubna 2022 Svídnice) byl polský atlet.

## Život
Narodil se ve vesnici Rogówek v Kongresovém Polsku (tehdy součást Ruského impéria). Později žil ve vesnicích Brzeźnica a Krzydlina Wielka, od roku 1979 ve Svídnici. Do širšího povědomí se dostal v roce 2015, ve svých 105 letech, kdy se účastnil atletického závodu v Toruni. Běh na 100 metrů zvládl za 34,5 sekundy, kouli vrhl do dálky 4,27 metru a disk hodil do 7,5 metru. Po smrti Józefa Żureka v roce 2018 se stal nejstarším žijícím Polákem a po smrti Španěla Saturnina de la Fuente Garcíi v lednu 2022 nejstarším žijícím mužem Evropy. Jeho matka se dožila 99 let.